# Eyak (Sprache)
Eyak oder dAXunhyuuga („Wörter des Volkes/der Menschen“) ist eine ausgestorbene Na-Dené-Sprache, die im Süden Alaskas in der Nähe der Mündung des Copper gesprochen wurde.

## Etymologie
Die Bezeichnung Eyak für die Sprache als auch für das Volk ist ein Exonym und stammt aus dem Sugt’stun (Alutiit’stun)-Dialekt der Chugach Sugpiaq, einer Gruppe der Sugpiaq („echte Menschen“, besser bekannt als Alutiiq) für ein Eyak-Dorf als Igya'aq an der Mündung des Flusses Eyak.
Die Eyak bezeichnen das heutige Eyak Native Village als iiyaaGdaad („in/bei Eyak Native Village“), den heute offiziell anerkannten Stamm als iiyaaGdAlahGAyuu („Volk/Menschen vom Eyak Native Village“) – jedoch die Eyak als Ethnie als dAXunhyuu („das Volk/die Menschen“).

## Sprachentod
Marie Smith Jones (14. Mai 1918 – 21. Januar 2008 Anchorage) aus Cordova war die letzte Muttersprachlerin und das letzte vollblütige Mitglied des Eyak-Volkes, dessen Vorsteherin sie auch war. Eyak wurde ein Paradebeispiel für den Kampf gegen das anscheinend unaufhaltsame Aussterben von Sprachen weltweit.
Die Verbreitung des Englischen und die Unterdrückung der indigenen Sprachen sind nicht der einzige Grund für den Rückgang der Eyaksprache. Die Nordwanderung der Tlingit nach Yakutat in vorkolonialer Zeit führte dazu, dass die Sprache der Tlingit entlang der pazifischen Küste Alaskas der der Eyak vorgezogen wurde. Eyak geriet folglich unter Druck durch seine direkten westlichen Nachbarn, die Alutiiq vom Prince William Sound sowie die Leute vom Copper River Valley. Die Kulturen der Eyak und Tlingit begannen sich entlang der Küste zu vermischen, und die Sprecher des Eyak wurde von den Küstentlingit absorbiert. Dies führte dazu, dass die meisten Eyak-Sprecher aus gemischten Gruppen nach ein paar Generationen zu Tlingit wechselten, wie dies aus mündlichen Tlingit-Überlieferungen der Gegend entnommen werden kann.

## Wiederbelebung des Eyak
Mit Marie Smith Jones’ Tod ist auch die Sprache Eyak erloschen. Dr. Michael Krauss, anerkannter Linguist und Professor Emeritus der Universität von Alaska in Fairbanks, hat jedoch über mehrere Jahre mit Jones zusammen ein Wörterbuch und eine Grammatik des Eyak erstellt.
Im Juni 2010 veröffentlichte die Anchorage Daily News einen Artikel über Guillaume Leduey, einen französischen Collegestudenten mit einer unerwarteten Verbindung zum Eyak. Mit 12 Jahren hatte er begonnen, sich selbst Eyak beizubringen, mit gedruckten Materialien und Kassetten, die er vom Alaska Native Language Center erhielt. Während dieser Zeit reiste er nie nach Alaska oder sprach mit Marie Smith Jones, der letzten Muttersprachlerin.
Im selben Monat, als ein Artikel über ihn veröffentlicht wurde, reiste er nach Alaska und traf Dr. Michael Krauss, der Leduey mit der richtigen phonologischen Aussprache des Eyak half und weiteren Unterricht in Grammatik und Morphologie, einschließlich die morphematischen Analyse von traditionellen Eyak Geschichten, veranlasste.
Leduey wird heute als fließender Sprecher des Eyak betrachtet und ist sowohl Übersetzer als auch Lehrer des Eyak. Trotz der Sprachflüssigkeit Ledueys wird Eyak als „schlafend“ klassifiziert, da es keine indigenen Sprecher mehr gibt. Auf der Expanded Graded Intergenerational Disruption Scale (EGIDS) wird Eyak mit 9 als „schlafend“ eingestuft.
Der Eyak Preservation Council erhielt vom Alaska Humanities Forum Gelder, die es ermöglichten, eine Website, die dem Erhalt des Eyak gewidmet ist, zu betreiben. Im Juni 2014 kündigte das Eyak Language Revitalization Project ein Online-Programm mit dem Namen „dAXunhyuuga'“ an, was „die Wörter der Menschen“ bedeutet.

## Sprachverwandtschaft
Die engsten Verwandten des Eyak sind die athapaskischen Sprachen. Zusammen mit dem Tlingit bildet Eyak-Athapaskisch die Na-Dené-Sprachen:
- Na-Dené
  - Tlingit
  - Eyak-Athapaskisch
    - Eyak
    - Nördliches Athapaskisch (Alaska und Yukon)
    - Pazifisches Athapaskisch (Kalifornien und Oregon)
    - Südliches Athapaskisch (Apache, Navajo im Südwesten der USA)